# Акка (Дагестан)
Акка (таб. Акъа) — село в Табасаранском районе Дагестана. Входит в состав сельского поселения «Сельсовет Хучнинский».

## География
Расположено в 3.5 км к юго-западу от районного центра села Хучни.
На юге граничит с селением Цуртиль, в 3.5 км к западу находится село Дагни.

## История
Во время Великой Отечественной войны из небольшого села Акка на фронт ушло девять человек. Живыми вернулись лишь трое. На средства директора и сотрудников Аккинской СОШ был построен памятник в память о не вернувшихся с фронта аккинцах.

## Население
| 1895 | 1926 | 1939 | 1970 | 1989 | 2002 | 2010 |
| ---- | ---- | ---- | ---- | ---- | ---- | ---- |
| 124  | ↗134 | ↘130 | ↗348 | ↗443 | ↗687 | ↘600 |
| 2021 |      |      |      |      |      |      |
| ↘592 |      |      |      |      |      |      |

## Инфраструктура
Здравоохранение
- Фельдшерский пункт.[11]

## Достопримечательности
В селе имеется сероводородный источник, который можно использовать для оздоровительного отдыха.